# Seznam skladatelů vážné hudby, Č
Seznam skladatelů vážné hudby podle abecedy:
A – B –
C – Č –
D – E – 
F – G –
H – Ch –
I – J –
K – L –
M – N –
O – P –
Q – R –
Ř – S –
Š – T –
U – V –
W – X –
Y – Z –
Ž

## Č
- Viktor Čajánek (1876–1952)
- Boris Alexandrovič Čajkovskij (1925–1996)
- Petr Iljič Čajkovskij (1840–1893)
- Širvani Čalajev (1936)
- Jiří Čart (1708–1774)
- Ludvík Čelanský (1870–1931)
- Miloš Čeleda (1884–1958)
- Alexandr Nikolajevič Čerepnin (1899–1977)
- Nikolaj Nikolajevič Čerepnin (1873–1945)
- Josef Černík (1880–1969)
- František Černín (1859–1928)
- Bohuslav Matěj Černohorský (1684–1742)
- František Černý (1830–1900) (1830–1900)
- František Černý (1861–1940) (1861–1940)
- Sanctus Černý (1724–1775)
- Václav Červinka (1844–1929)
- Pavel Grigorjevič Česnokov (1877–1944)
- Mikalojus Konstantinas Čiurlionis (1875–1911)
- Pavel Čotek (1922–2005)